# Grace Gummer
Grace Jane Gummer (ur. 9 maja 1986) – amerykańska aktorka filmowa i teatralna, córka Meryl Streep i rzeźbiarza Dona Gummera. Wraz ze swoim rodzeństwem, bratem Henrym i siostrami – Louisą i Mamie, dorastała w Los Angeles oraz Connecticut. Ukończyła studia z historii sztuki w Vassar College. W 1993 r. Jako małe dziecko wystąpiła u boku matki w filmie „Dom dusz”. W 2008 r. zadebiutowała na scenie w „The Sexual Neuroses of Our Parents” Lukasa Bärfussa. W 2010 r. zagrała w filmie „Meskada” tuż obok Kellana Lutza. Gummer występuje również w serialu amerykańskiej stacji TeenNick – „Gigantic” jako Anna Moore.

## Filmografia
- 2010: Meskada jako Nat Collins
- 2010: Bashert jako Abby
- 1993: Dom dusz jako młoda Clara